# Jędrzejnik
Jędrzejnik (prononciation : [jɛnˈdʐɛi̯nik]) est un village polonais de la gmina de Dębe Wielkie dans le powiat de Mińsk de la voïvodie de Mazovie dans le centre-est de la Pologne.
Il se situe à environ 6 kilomètres au sud de Dębe Wielkie (siège de la gmina), 9 kilomètres au sud-ouest de Mińsk Mazowiecki (siège du powiat) et à 32 kilomètres à l'est de Varsovie (capitale de la Pologne).
Le village compte une population de 101 habitants en 2014.

## Histoire
De 1975 à 1998, le village appartenait administrativement à la voïvodie de Siedlce.